# Ямбарусово
Ямбарусово (чув. Платка) — деревня в Чебоксарском районе Чувашской Республики России. Входит в состав Сирмапосинского сельского поселения.

## Название
Оригинальное название на чувашском языке: Платка (Ямпарускасси 1927 г.). Название деревни произошло от чувашского мужского имени «Ямпарс».
Исторические названия: Янбарсова, Янбарусово, Палаткино.

## География
Деревня находится в северной части Чувашии, в пределах Чувашского плато, в зоне хвойно-широколиственных лесов.
Улицы: Кооперативная и Лесная.
Овраги и балки: Овраг 3-х мостов, Младший, Петушиный, Балка с озером, Сорочная, Пьяная, Кузьки, Лупас, Хынтер, Холстовый, Со старым домом, Чемен, Тякка, Гусин нос, Балка Ивана Павловича, Глинистая балка, Каскулай.

### Климат
Климат характеризуется как умеренно континентальный, с умеренно морозной зимой и тёплым летом. Среднегодовая температура воздуха — 2,9 °С. Средняя температура воздуха самого тёплого месяца (июля) — 16,5 — 19,5 °C (абсолютный максимум — 37 °C); самого холодного (января) — −13 °C (абсолютный минимум — −44 °C). Среднегодовое количество осадков составляет около 513 мм, из которых 70 % выпадает в тёплый период.

## История
Коренные жители — чуваши, до 1866 г. государственные крестьяне, занимавшиеся земледелием, животноводством, домашним ремеслом, лесоразработкой, кулеткачеством, прочими промыслами.
В 1887 г. открыта школа грамоты. С конца 19 в. — 1950-е гг. действовала водяная мельница.
В 1928 г. образован колхоз «Красное знамя», в 1951 г. укрупнился за счет д. Шакулово. В 1959 г. присоединился к колхозу «1 мая» (Икково).

### Административно-территориальная принадлежность
В составе Кувшинской, Тогашевской волостей Чебоксарского уезда в 18 в. — 1927 г., с 01.10.1927 г. — Чебоксарского района.

## Население
| 2010 | 2012 |
| ---- | ---- |
| 154  | ↗179 |

### Национальный состав
Согласно результатам переписи 2002 года, в национальной структуре населения чуваши составляли 96 % из 172 чел.

### Историческая численность населения
Число дворов и жителей: в 1795 — 35 дворов, 136 муж., 147 жен.; 1858—192 муж., 202 жен.; 1906—100 дворов, 248 муж., 276 жен.; 1926—118 дворов, 268 муж., 298 жен.; 1939—198 муж., 275 жен.; 1979 — 97 муж., 153 жен.; 2002 — 90 дворов, 172 чел.: 80 муж., 92 жен.; 2010 — 71 част. домохозяйство, 154 чел.: 75 муж., 79 жен.

## Инфраструктура
Имеются два магазина, молочно-товарная ферма, фельдшерско-акушерский пункт.

## Достопримечательности
Обелиск воинам, погибшим на фронтах Великой Отечественной войны
В пешей доступности Музей имени Мишши Уйп.